# Дельфе
Дельфе (нім. Delve) — громада в Німеччині, розташована в землі Шлезвіг-Гольштейн. Входить до складу району Дітмаршен. Складова частина об'єднання громад КЛГ-Айдер.
Площа — 15,85 км2. Населення становить 738 ос. (станом на 31 грудня 2020).

## Галерея

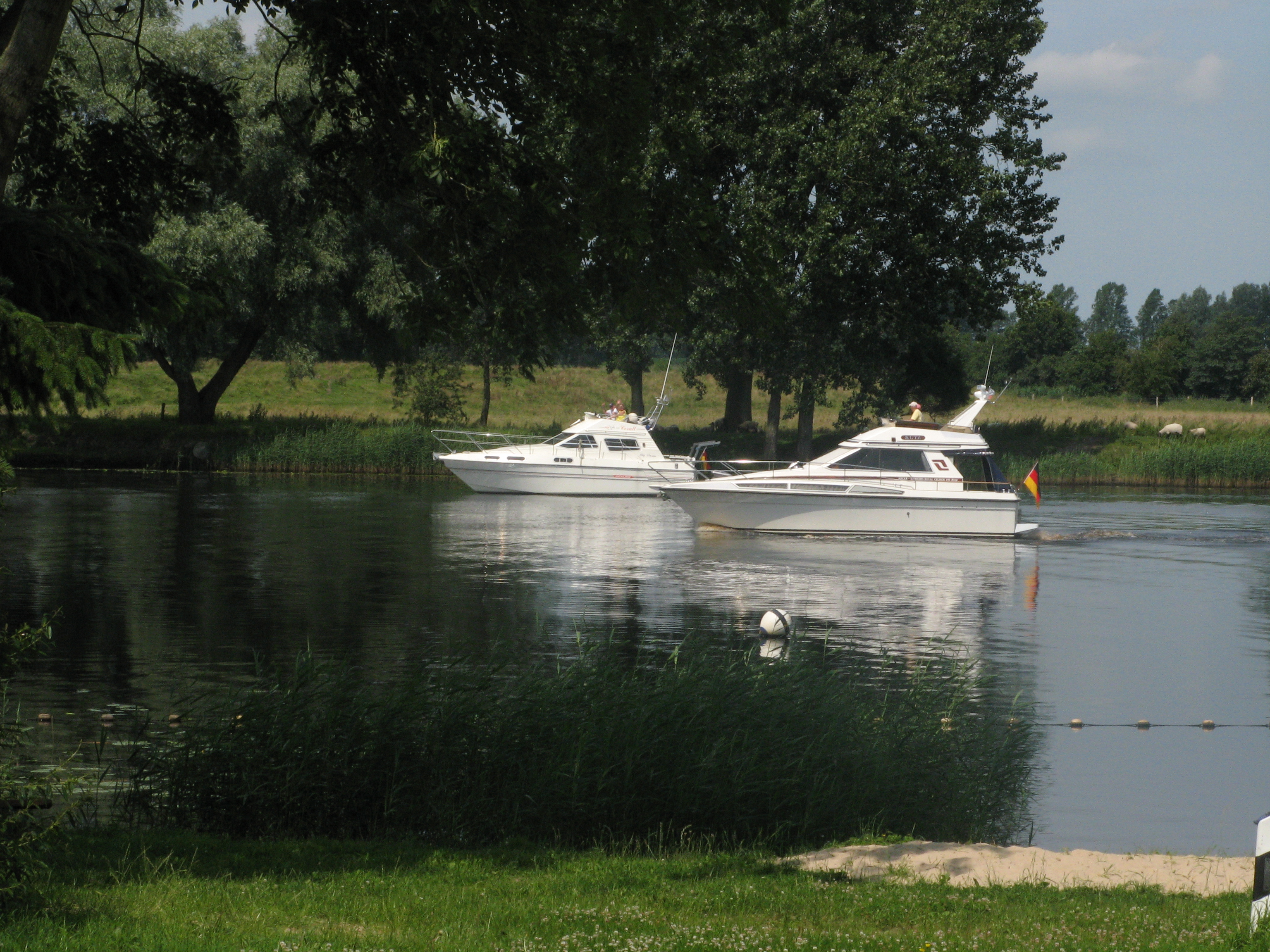